# فوج الشرطة الخاص الحادي عشر
فوج الشرطة الخاص الحادي عشر (SS-Polizei-Regiment 11 ( Polizei-Regiment zbV عندما تم تشكيلها في بداية عام 1942 من قبل شرطة النظام المكلفة باداء واجبات أمنية على الجبهة الشرقية. أعيد ترقيم الوحدة لتكون فوج الشرطة الحادي عشر في يوليو 1942 ثم أعيد تصميمها كوحدة SS في أوائل عام 1943. 

## تشكيل وتنظيم
تم تشكيل الفوج في بداية عام 1942  تحت قيادة مقدم من الشرطة ( Oberstleutenant der Schutzpolizei) هانز جريب   في شرق أوكرانيا وخاضع لجيريت كورسمان، القائد الأعلى لقوات الأمن والشرطة. تم تكليف كتيبة الشرطة 304 ( الكتيبة البوليزية 304 ) وكتيبة الشرطة 315 وكتيبة الشرطة 320 للفوج. عندما تم إعادة تسمية الفوج في يوليو، تم إعادة تشكيل الكتائب من أول كتيبة إلى الثالثة، على التوالي، من الفوج.  تم إعادة تصميم جميع أفواج الشرطة كوحدات شرطة لقوات الأمن الخاصة في 24 فبراير 1943 واحتفظت بتنظيمها الحالي وقوتها.  في أواخر يونيو، تم إرفاق السرية العاشرة للشرطة بانزر المجهزة بفصيلتين من السيارات الفرنسية المدرعة بانهارد 178 السابقة بالفوج في روسيا. في 23 أغسطس، تم تشكيل سرية شرطة بانزر الحادية عشر مع فصيلتين من Panhards وفصيل من دبابات Hotchkiss H35 الفرنسية السابقة. بدلاً من الانضمام إلى الفوج في روسيا، تم توجيه الأمر إلى كرواتيا في 20 نوفمبر حيث بقي لبقية الحرب. أخيرًا، تم تزويد فصيلة الدبابات التابعة للسرية العاشرة بدبابات تي-26 السوفيتية التي تم الاستيلاء عليها وأُمر بها بالانضمام إلى وحدتها الأم في 17 مارس 1944. تم فصل السرية العاشرة عن الفوج في سبتمبر وسحبت إلى فيينا لإعادة تجهيزها. 

## اقتباسات
1. ↑  Tessin & Kanapin, p. 555
2. ↑  Nix & Jerome, p. 259
3. ↑  Nix & Jerome, p. 264
4. ↑  Griep's first name is given as Walter elsewhere.[3]
5. ↑  Arico, pp. 398, 453–54, 474
6. ↑  Tessin & Kannapin, p. 557
7. ↑  Regensberg, pp. 119–120, 126–127